# Маріо Білен
Маріо Білен (хорв. Mario Bilen, нар. 23 січня 1985, Вінковці) — хорватський футболіст, захисник клубу «Окленд Сіті».

## Клубна кар'єра
Вихованець футбольної школи клубу «Цибалія», де і розпочав свою дорослу кар'єру. У першій половині 2007/08 виступав за «Хрватскі Драговоляц», після чого відправився у боснійський «Ораш'є», де і дограв сезон.
В липні 2008 року уклав контракт з клубом «Славен Белупо», у складі якого провів наступні півтора року своєї кар'єри гравця.
На початку 2010 року знову відправився за кордон, цього разу в албанський «Фламуртарі», але і цього разу надовго легіонером не пробув, повернувшись влітку на батьківщину у клуб «Вуковар '91», де грав до кінця року.
На початку 2011 року недовго пограв за нижчоліговий «Нехай» (Сень), після чого півтора сезони захищав кольори «Задара».
У лютому 2013 року став гравцем новозеландського клубу «Окленд Сіті». З командою хорват двічі став чемпіоном країни, а також чотири рази став клубним чемпіоном Океанії. Станом на 5 квітня 2015 відіграв за команду з Окленда 57 матчів в національному чемпіонаті.

## Виступи за збірні
2001 року дебютував у складі юнацької збірної Хорватії, взяв участь у 22 іграх на юнацькому рівні, відзначившись одним забитим голом.
2004 року провів один матч у складі молодіжної збірної Хорватії до 20 років.

## Титули і досягнення
- Чемпіон Нової Зеландії (2):

«Окленд Сіті»: 2013-14, 2014-15
- Клубний чемпіон Океанії (4):

«Окленд Сіті»: 2013-14, 2014-15, 2016, 2017